# Robert Simon (Geistlicher, 1937)
Robert Simon (* 24. September 1937 in München; † 2. Januar 2021 ebenda) war ein deutscher römisch-katholischer Priester und Generalvikar des Erzbistums München und Freising.

## Leben
Robert Simon studierte Theologie und Philosophie an der Ludwig-Maximilians-Universität München und schloss sein Studium mit einer Promotionsarbeit bei Richard Egenter über den Glaubensvollzug in der Kirche nach dem Zweiten Vatikanischen Konzil ab. Zweitgutachter war Johannes Gründel. Er empfing am 29. Juni 1962 in Freising durch Julius Döpfner die Priesterweihe und feierte anschließend am 8. Juli in St. Michael seine Primiz. In seiner Kaplanszeit wirkte er in München in St. Maximilian und in St. Nikolaus. 1972 wurde Simon Mitarbeiter im Erzbischöflichen Ordinariat München und war unter anderem Leiter der Abteilung „Bildung und Beratung“ im Seelsorgereferat und stellvertretender Vorsitzender der Ökumenischen Diözesankommission für die Verständigung unter den christlichen Kirchen in München und ganz Oberbayern. 1986 wurde Domkapitular. 1987 wurde er zum stellvertretenden Generalvikar und zum Leiter des Personalreferates für die Laien bestellt.
Erzbischof Friedrich Wetter ernannte ihn als Nachfolger von Gerhard Gruber am 1. November 1990 zum Generalvikar des Erzbistums München und Freising. Robert Simon engagierte sich als Sprecher der bayerischen Generalvikare und war zudem in zahlreichen Gremien auf diözesaner, bayerischer und gesamtdeutscher Ebene aktiv. Nach der Emeritierung des Erzbischofs Friedrich Wetter und dessen Bestellung zum Apostolischen Administrator des Erzbistums im 2007 wurde Simon zum Ständigen Vertreter des Apostolischen Administrators ernannt. Der neue Erzbischof Reinhard Marx berief ihn erneut zum Generalvikar, bis er 2009 Peter Beer zu Simons Nachfolger bestellte. Simon engagierte sich nach seinem Ruhestand weiterhin im Präsidium des Zweiten Ökumenischen Kirchentags, der 2010 in München durchgeführt wurde.

## Ehrungen und Auszeichnungen
- 1991 Päpstlicher Ehrenprälat
- 1997 Verdienstkreuz am Bande des Verdienstordens der Bundesrepublik Deutschland
- 2002 Apostolischer Protonotar
- 2011 Bayerischer Verdienstorden
- Ehrenmitglied der Aktion für das Leben

## Werke (Auswahl)
- Glaubensvollzug in der Kirche nach dem Zweiten Vatikanischen Konzil (= Hochschulschrift, München, Univ., Kath.-Theol. Fak., Diss. 1971), München 1972.
- mit Friedrich Eberle, Elmar Gruber: Den Glauben einüben. Einprägen, sich ergreifen lassen, anders leben. München 1978, 2., überarb. Aufl., München 1986, ISBN 3-87531-905-2.
- Strukturen der kirchlichen Siedlungswerke nach 1945. Zum Zusammenhang von Organisationsaufbau und ökonomischem Erfolg. In: Jahrbuch für fränkische Landesforschung. Jahrgang 60, 2000, S. 798–815.